# Comuna Korsunivka, Lohvîțea
Korsunivka (în ucraineană Корсунівка) este o comună în raionul Lohvîțea, regiunea Poltava, Ucraina, formată din satele Komsomolske, Korsunivka (reședința), Plaskivșciîna, Romodanivka, Saranciîne și Vovkivske.

## Demografie
Componența lingvistică a comunei Korsunivka
     Ucraineană (98,02%)
     Rusă (1,46%)
     Alte limbi (0,51%)
Conform recensământului din 2001, majoritatea populației comunei Korsunivka era vorbitoare de ucraineană (98,02%), existând în minoritate și vorbitori de rusă (1,46%).